# Programme Mars
Le programme Mars était une série de missions spatiales de l'Union soviétique dont les sondes avaient pour objectif l'étude de la planète Mars. C'est Sergueï Korolev, père de la conquête spatiale soviétique, qui lança le programme au début des années 1960 avec la sonde Mars 1. Au total, sept sondes furent lancées, dont six au début des années 1970. Quatre sondes atteignirent leur objectif, mais aucune d'entre elles n'apporta les résultats escomptés. On doit cependant au programme Mars le premier atterrissage réussi sur la « planète rouge » le 2 décembre 1971 avec le module d'atterrissage de Mars 3.

## Premières missions martiennes (1960): le programme Marsnik
Une conférence, qui a eu lieu en 1956 à l’université de Léningrad, effectue un état des lieux des connaissances concernant la Lune et les planètes du système solaire dans le nouveau contexte qu’ouvre l’ère spatiale. Peu après le lancement de Spoutnik 1, l’équipe de son concepteur Serguei Korolev qui est également à l’origine du lanceur Semiorka et développe les premières sondes lunaires commence à travailler sur les premières sondes à destination de Mars (type 1M) et de Vénus (type 1V). Korolev a prévu de lancer des missions vers Mars dès aout 1958 et vers Vénus dès juin 1959. L’Académie des sciences d'Union soviétique est chargée de réaliser les calculs des trajectoires. Mais les problèmes rencontrés par les sondes lunaires soviétiques imposent de repousser les lancements. Une nouvelle version du lanceur Semiorka, connue sous le nom Molnia d’après les satellites de télécommunications qu’elle était chargée de lancer, est retenue pour placer en orbite les futures sondes spatiales. Les sondes spatiales de type 1M et 1V sont d’emblée des engins d’une grande sophistication, stabilisés 3 axes grâce à des viseurs d’étoiles et des gyroscopes. Korolev envisage à l’époque que les sondes larguent des atterrisseurs effectuant un atterrissage en douceur à la surface. En l’absence de données sur la composition, la densité et le profil vertical de l’atmosphère des planètes, les ingénieurs doivent se reposer sur les données collectées jusque-là par les astronomes. Celles-ci sont peu précises : ainsi les ingénieurs partent de l’hypothèse erronée d’une atmosphère de Mars dense. Pour tenir compte de ces incertitudes, il est décidé de lancer plusieurs sondes spatiales qui effectueront un simple survol de reconnaissance destiné à préciser les caractéristiques de l’atmosphère suivies par l’atterrisseur proprement dit. À l’époque les soviétiques ne disposent pas de moyens (soufflerie, …) permettant de reproduire les conditions rencontrées par la sonde spatiale durant sa rentrée atmosphérique. On tente d’effectuer des simulations en lancant des maquettes de l’atterrisseur avec des fusées-sondes R-11A. Mais finalement Korolev renonce à lancer un atterrisseur en 1960.
Les instruments de la première sonde martienne comprennent en un magnétomètre, un radiomètre infrarouge, un détecteur de particules chargées, un détecteur de micro-météorites, une caméra et un spectromètre. Ce dernier doit déterminer si les changements saisonniers de la couleur de la surface observés par les télescopes terrestres sont produits par une végétation martienne. Tous les instruments sont installés à l'extérieur de la sonde sauf la caméra qui est installée dans un compartiment pressurisé. Les prises d'images doivent être déclenchées par un capteur chargé de détecter l'apparition de la planète dans l'objectif de la caméra. La caméra utilise un film argentique qui est développé à bord de la sonde spatiale, puis numérisé. Le résultat est alors transmis vers la Terre. 
Le lancement de sondes spatiales vers des destinations lointaines nécessite de créer un réseau d'antennes capables de communiquer avec ces engins malgré la distance et donc la faiblesse des signaux. Une nouvelle station terrestre est édifiée à Yevpetoria en Crimée. Les trois antennes paraboliques ne sont déclarées opérationnelles qu'en janvier 1961, plusieurs mois après le lancement de la première sonde spatiale.
L'ensemble du programme est mené dans la plus grande hâte. Trois sondes spatiales à destination de Mars sont préparées. Alors que la date de lancement optimale (permettant de lancer la masse maximale) se situe entre le 20 et le 25 septembre, l'assemblage de la sonde spatiale martienne n'est achevée que le 21 aout. La mise à feu de l'étage supérieur du lanceur doit être déclenchée depuis le sol au-dessus de l'Océan Atlantique hors de portée des antennes terrestres soviétiques. Aussi trois navires équipés d'antennes sont-ils envoyés sur zone pour jouer un rôle équivalent aux stations terrestres. Les derniers tests sur la sonde spatiale ne débutent que le 27 décembre et révèlent de nombreux problèmes portant sur le système de télécommunications, l'alimentation électrique, l'interface avec le lanceur et les instruments scientifiques. Durant une simulation du survol, le système photographique prend feu et les ingénieurs décident de ne pas faire voler la caméra. La date de lancement optimale étant dépassée, la masse susceptible d'être lancée vers Mars diminue chaque jour. Il faut également débarquer le spectromètre pour réduire suffisamment cette masse. Finalement le lancement de la première sonde spatiale martienne soviétique a lieu le 10 octobre mais des vibrations durant la phase propulsée endommagent des circuits électriques et les moteurs-fusées du lanceur s'arrêtent prématurément 309 secondes après le décollage. La sonde spatiale est détruite lors de sa rentrée au-dessus de la Sibérie. La deuxième sonde spatiale martienne est lancée 4 jours plus tard. La fenêtre de lancement est en train de se refermer et pour que le lanceur puisse décoller les ingénieurs sont obligés de débarquer l'ensemble des instruments scientifiques. La justification de la mission qui ne permet plus de récupérer de données lors du survol est qu'elle permettra de tester les télécommunications à longue distance et le suivi d'une mission interplanétaire en vol. Le lanceur décolle mais les moteurs du dernier étage refusent de s'allumer car le kérosène a gelé dans les canalisations. La fenêtre de lancement et le décollage du troisième exemplaire de la sonde Marsnik est abandonné,,.

## Mars 2MV-4

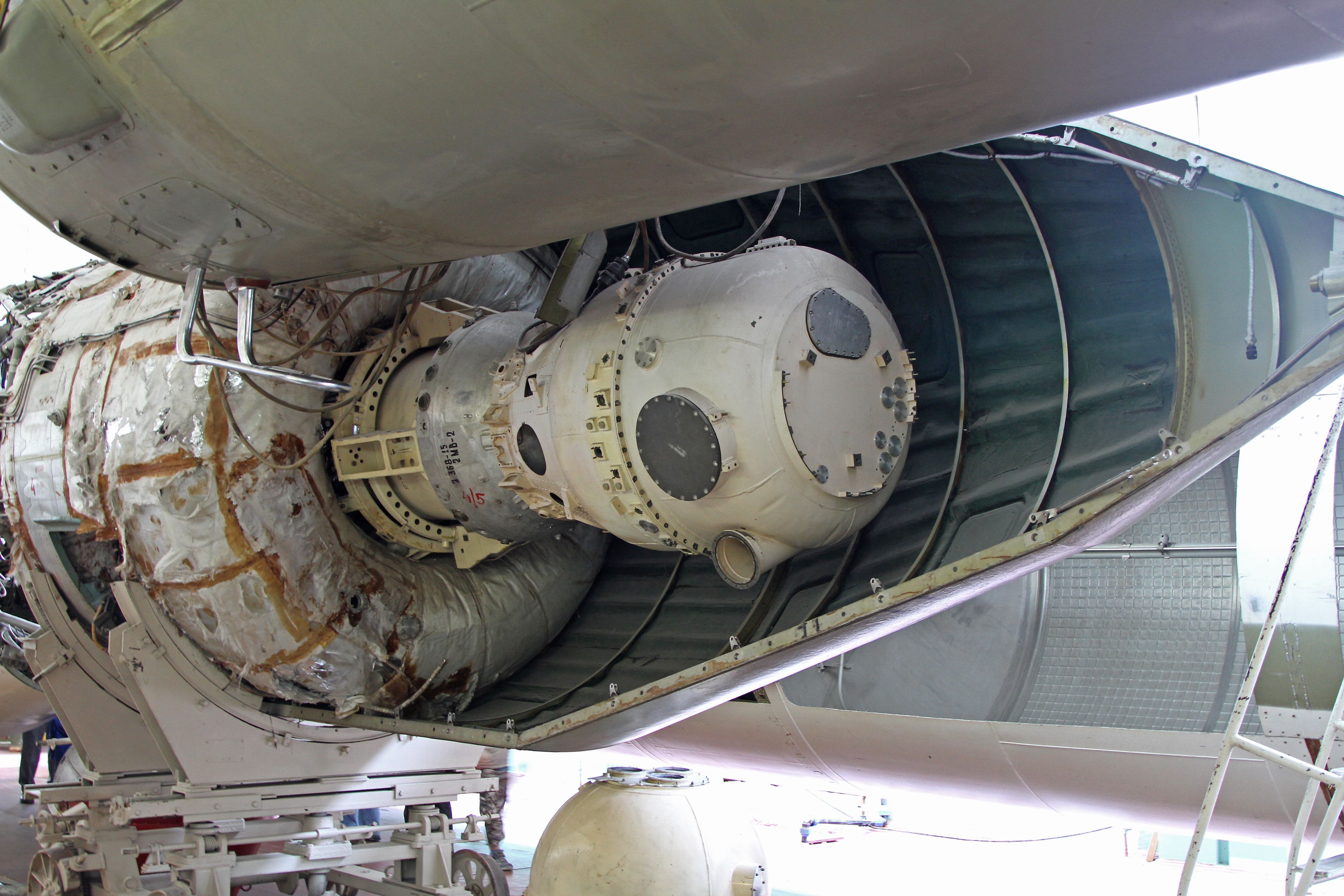
Bloc L du lanceur Molnia avec une sonde spatiale de la série 2MV mise en œuvre sans succès au début des programmes Mars et Venera.

Au printemps 1961 les ingénieurs soviétiques figent les caractéristiques d'une nouvelle sonde spatiale dite 2MV (Mars Venera) destinée à être utilisée aussi bien pour les missions vers Mars que vers Vénus. Quatre variantes sont définies, deux pour les missions à destination de la planète Mars, deux pour les missions vers Vénus. Il s'agit à chaque fois d'une part d'un engin devant survoler la planète en prenant des photographies, d'autre part d'une sonde spatiale destinée à faire atterrir une charge utile à la surface de la planète. Le cœur commun est un cylindre pressurisé de 2,1 mètres de long pour 1,1 mètre de diamètre dans lequel sont logés les équipements communs à toutes les missions. À l'une des extrémités du cylindre se trouve un moteur-fusée KDU-414 de 2 kiloNewtons de poussée et brûlant un mélange hypergolique d'UDMH et d'acide nitrique. Développé par le bureau d'études Isaïev, il est chargé d'effectuer les corrections de trajectoire. Les ergols embarqués permettent au moteur-fusée de fonctionner durant 40 secondes. À l'autre extrémité on trouve selon les missions un ensemble d'instruments scientifiques ou un atterrisseur. Des panneaux solaires d'une superficie totale de 2,6 m² sont situés de part et d'autre du cylindre. Ils sont surmontés à leur extrémité par des radiateurs de forme hémisphérique qui maintiennent la température interne de la sonde spatiale dans des limites acceptables. Sur une des faces du cylindre central entre les panneaux solaires est fixée une antenne parabolique de 1,7 mètre de diamètre. Sur la face opposée se trouvent un viseur d'étoiles ainsi que d'autres capteurs destinés à contrôler l'orientation de la sonde spatiale. La sonde spatiale dispose d'un ensemble d'antennes faible et moyen gain. Le modèle 2MV est stabilisé 3 axes. L'orientation de la sonde spatiale est contrôlée avec des propulseurs à gaz froid mais également avec des roues de réaction. Les panneaux solaires sont maintenus en permanence à 10° de l'orientation idéale vis-à-vis du Soleil de manière que l'antenne grand gain soit en permanence pointée vers la Terre.    

### Mars 2MV-4 No.1
Les trois premières missions spatiales utilisant le nouveau modèle sont lancées vers Vénus entre aout et septembre 1960. Mais les trois missions sont victimes d'une défaillance du lanceur durant la phase propulsée de celui-ci. La première sonde spatiale martienne, Mars 2MV-4 No.1, également connue sous le nom de Spoutnik 22, est lancée le 24 octobre 1962, par une fusée Molnia, et a pour objectif de survoler Mars. Elle est détruite au lancement, victime de l'explosion de l'étage supérieur de la fusée.

### Mars 1
- Mission : survol de Mars

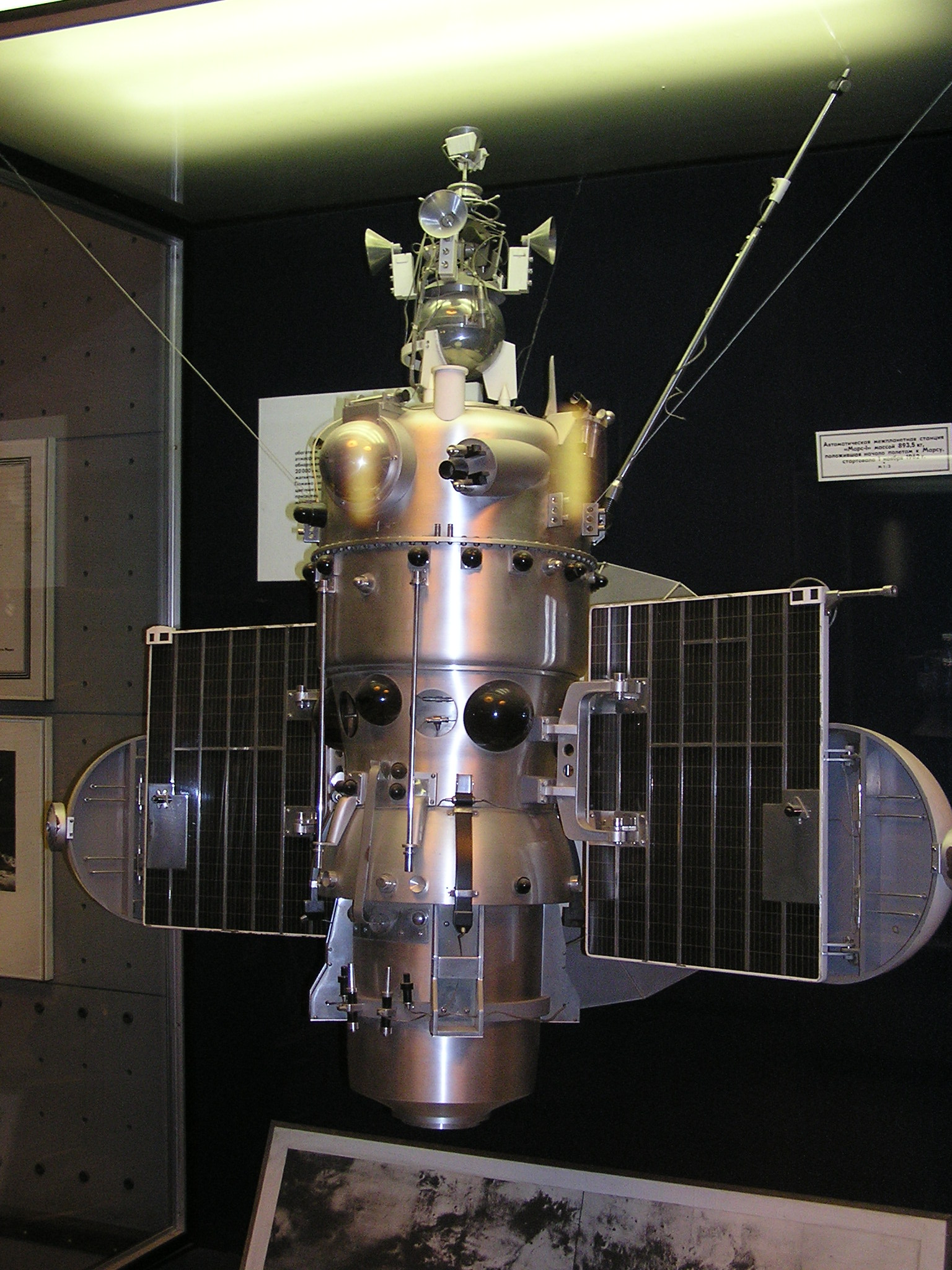
Mars 1.

- Objectifs scientifiques : étude du milieu interplanétaire (micrométéorites, champ magnétique, vent solaire et rayonnement cosmique) et de l'atmosphère martienne
- Statut de la mission : échec
- État de la sonde : piégée en orbite héliocentrique

Mars 1 est la première sonde spatiale du programme Mars. Elle est lancée avec succès le 1er novembre 1962, mais un dysfonctionnement de son système d'orientation cause la perte des communications et met fin à la mission le 21 mars 1963.

## Mars 2MV-3 No.1
Mars 2MV-3 No.1, aussi connue sous le nom de Spoutnik 24 en occident, est lancée le 4 novembre 1962 par une fusée Molnia et était destinée à atterrir sur la surface de Mars mais un dysfonctionnement du lanceur entraîna sa destruction.

## Transfert du programme d'exploration du système solaire au bureau d'études Lavotchkine
L'astronautique soviétique a jusque-là rencontré peu de succès dans ses missions interplanétaires. Le bureau d'études de Korolev est débordé car il doit mener de front la conception et la gestion d'un nombre croissant de projets allant des missions avec équipage au  développement de plusieurs types de satellites d'application. Aussi Korolev décide-t-il en avril 1965 de confier la réalisation du programme d'exploration de la Lune et du système solaire au bureau d'études Lavotchkine (OKB-301) dirigé par Gueorgui Babakine. Cette entité travaille à l'époque sur des projets d'avions sans pilote et de missiles de croisière intercontinentaux. Mais  fin 1959   le fondateur du bureau d'études, Lavotchkine, avait constitué une équipe de 15 jeunes ingénieurs à qui il avait confié la tâche de concevoir un engin spatial capable de décoller depuis la Terre, de se placer en orbite autour de la Lune puis de revenir se poser sur Terre. L'échéance du projet était lointaine ce qui, selon Lavotchkine, devait leur laisser le temps de venir à bout de ce projet complexe. Mais le décès de Lavotchkine avait mis fin au projet. Les ingénieurs du bureau d'études de Korolev (OKB-1) étaient considérés comme de très bons spécialistes dans le domaine de l'analyse des systèmes complexes mais étaient des concepteurs relativement peu expérimentés. Par contre les ingénieurs de Lavotchine étaient considérés comme des experts dans le développement de systèmes dont le poids était strictement limité.
Les ingénieurs de Lavotchkine conçoivent avec l'aide de leur collègue de l'OKB-1 une première sonde martienne de 1 tonne qui devait être lancée en janvier 1967 et devait, lors de son survol de Mars, larguer dans une capsule qui devait pénétrer dans l'atmosphère de la planète et renvoyer des données à la sonde spatiale chargée de les relayer vers la Terre. La découverte par la sonde spatiale américaine Mariner 4 de la faible densité de l'atmosphère martienne impose une modification drastique  des parachutes pour freiner suffisamment l'atterrisseur. Même avec le système de freinage redimensionné, l'atterrisseur ne disposait que de 25 secondes avant de s'écraser sur le sol. Compte tenu du débit réduit des communications (1 bit par seconde), aucune donnée scientifique ne pouvait être transmise. Après avoir tenté d'adapter un modèle de sonde spatiale à destination de Vénus, Babakine décide en octobre 1965 d'abandonner ces développements et de mettre au point un nouveau type d'engin.

## Les missions de 1969

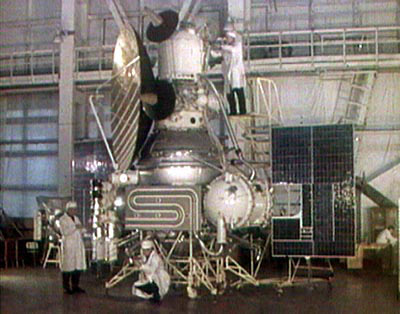
Un des deux exemplaires de Mars 2M en cours d'assemblage.

En 1965 le lanceur lourd soviétique Proton effectue son premier vol. Le nouveau lanceur peut placer en orbite terrestre basse jusqu'à 12 tonnes soit le double de ce que peut réaliser Molnia, le lanceur utilisé jusque-là par les sondes martiennes et vénusiennes soviétiques. La version à 3 étages de la Proton pourra quant à elle porter la capacité du lanceur à 17-20 tonnes. La nouvelle génération de sondes spatiales est conçue de manière à bénéficier de ce surcroit de performances. En mars 1966, Babakine fige quelques principes concernant la conception des futures sondes spatiales. Celles-ci doivent être conçues sur un modèle unique quels que soient la destination et le type de mission. Un moteur unique doit permettre à la fois les corrections de trajectoire durant le transit entre la Terre et son objectif et l'insertion en orbite autour de Mars ou Vénus. L'apogée de l'orbite ne doit pas dépasser 40000 kilomètres et le périgée 20000 km. Le débit des liaisons entre l'atterrisseur et la Terre ou l'orbiteur est fixé à environ 100 bits par seconde et celui entre l'orbiteur et la Terre à environ 4000 bits par seconde. Les missions de reconnaissance martiennes doivent remplir les objectifs suivants :
- Mesurer la température, la pression, la vitesse du vent et sa direction à la surface de Mars
- Réaliser un atterrissage en douceur sur un site pré-sélectionné et restituer des images depuis la surface de la végétation et du relief alentour
- Mesurer les principales caractéristiques du sol martien : composition, température, dureté
- Mesurer le rayonnement et l'intensité du champ magnétique à la surface de Mars
- Détecter les traces de micro-organismes dans le sol martien
- Étudier les couches hautes de l'atmosphère martienne
- Réaliser une carte radiothermale de la planète
- Réaliser un survol des lunes martiennes de manière à déterminer leur forme, taille et albédo
- Réaliser des photos depuis l'orbite martienne de manière à pouvoir déterminer la nature des mers et des canaux martiens et préciser la nature des changements saisonniers observés à la surface de Mars.

Vers juin 1967, les ingénieurs de Babakine viennent d'achever la mise au point des sondes spatiales à destination de Vénus qui s'est conclue par le lancement de Venera 4. Après de brèves vacances ils s'attellent à la conception de la prochaine sonde martienne dans le cadre d'un projet baptisé M-69. Il ne reste que 20 mois avant l'ouverture de la fenêtre de lancement en 1969 mais galvanisés par la réussite du programme Venera, les ingénieurs n'envisagent pas de repousser l'échéance. Ils tentent d'abord d'adapter l'atterrisseur lunaire E-8 dont plusieurs exemplaires seront lancés à partir de 1969. La mission martienne baptisée  devait larguer une sonde atmosphérique qui une fois sa vitesse ramenée à Mach 3,5 devait commencer à transmettre des données sur l'atmosphère de la planète à la sonde spatiale mère en plein survol. Mais compte tenu des connaissances peu précises de l'époque sur la position de Mars, l'engin était susceptible d'aborder l'atmosphère martienne sous un angle compris entre 10 et 20 degrés, faisant varier le temps de descente de 230 à 900 secondes. Les ingénieurs soviétiques décident alors que pour réduire cette imprécision la sonde spatiale s'insèrera au préalable en orbite autour de la planète Mars ajoutant ainsi une deuxième première. Mais cette manœuvre implique un changement dans le centre de masse trop important. Ceci et d'autres problèmes rencontrés durant l'étude de l'adaptation de la sonde spatiale conduisent les ingénieurs de Babakine, 7 mois après les débuts des travaux, à l'abandon du E-8 au profit d'un modèle entièrement nouveau. La conception de la sonde spatiale 2M démarre seulement 1 an avant l'ouverture de la fenêtre de lancement vers Mars. 
Au cœur de la nouvelle sonde spatiale se trouve un réservoir sphérique qui contient à la fois l'oxydant et le carburant utilisé pour l'insertion en orbite autour de Mars. Ce réservoir est surmonté d'un compartiment cylindrique contenant les équipements et une antenne parabolique grand gain de 2,8 mètres de diamètre. Le réservoir est flanqué également les radiateurs du système de contrôle thermique et deux panneaux solaires fixés de part et d'autre et d'une superficie totale de 7 m². les instruments scientifiques sont stockés dans deux réservoirs cylindriques externes. Enfin la sonde atmosphérique qui doit être larguée au-dessus de la planète Mars est fixée au sommet de cet ensemble. L'engin qui se place en orbite emporte 13 instruments ayant une masse totale de 99,5 kilogrammes. La sonde atmosphérique emporte une série d'instruments similaire à celle embarquée à bord des sondes atmosphériques vénusiennes pouvant mesurer la température, la pression, la densité et fournir certaines indications sur la composition de l'atmosphère.
- Mission : mise en orbite autour de Mars et atterrissage
- Objectifs scientifiques :
- Statut de la mission : échec
- État des sondes : détruites

Mars 2M No.521 et Mars 2M No.522, connues en Occident sous les noms Mars 1969A et B, sont des engins spatiaux plus lourds avec des masses de 5 tonnes. Pour lancer ces sondes spatiales les soviétiques disposent d’un nouveau lanceur beaucoup plus puissant  Proton-K. Sa mise au point s’est achevée en 1968 et la fusée a déjà à son actif le lancement réussi vers la Lune des missions Zond 4, Zond 5 et Zond 6. La première sonde spatiale martienne Mars 1969A a une masse nettement plus importante que ses prédécesseurs (3,5 tonnes). Mais le lancement qui a lieu le 27 mars 1969 est un échec : le troisième étage explose en vol. La sonde jumelle 1969B est lancée quelques jours plus tard, le 2 avril, mais cette fois c’est le premier étage du lanceur Proton qui est victime d’une défaillance,.

## Les missions de 1971: premières réussites
Les soviétiques préparent les missions suivantes immédiatement après l’échec des missions de 1969. Initialement l’objectif assigné à ces  missions est de préciser les éphémérides des planètes visitées et les caractéristiques des atmosphères pour préparer des missions vers la surface qui sont planifiées pour la fenêtre de lancement suivante. Mais la fenêtre de lancement qui doit s’ouvrir au printemps 1971 du fait des positions respectives de Mars et de la Terre est particulièrement favorable et permet d’augmenter la masse au lancement. Les soviétiques décident donc d’avancer la tentative d’atterrissage en douceur en 1971. Mais la conception du modèle de sonde spatiale M-1969 ne dispose pas d’un potentiel de croissance adaptée et les ingénieurs décident de créer un nouveau type de sonde spatiale.
La nouvelle plateforme développée par le bureau d’études Babakine va constituer le nouveau standard pour les sondes spatiales soviétiques lancées vers Vénus et Mars. Le modèle 3M comprend un module central pressurisé d’un diamètre de 1,8 mètre dans lequel est logé le réservoir d’ergols. La base de ce module s’élargit en forme de champignon d’un diamètre de 2,35 mètres dans lequel est logé en position centrale un moteur-fusée KTDU-425A utilisé pour les corrections de trajectoire et la manœuvre d’insertion en orbite. Un réservoir toroïdal occupe le reste du compartiment. De chaque côté du cylindre sont fixés deux panneaux solaires haut de 2,4 mètres pour 1,4 mètre de large, ce qui porte l’envergure de la sonde spatiale à 5,9 mètres. Entre les panneaux solaires sont fixés une antenne parabolique de 2,5 mètres de diamètre et sur l’autre face un radiateur du système de contrôle thermique. Les capteurs solaires, les viseurs d’étoiles, les systèmes de contrôle et de télécommunications sont également situés dans ce compartiment. À l’autre extrémité du module on trouve une charge utile constituée selon la mission par un ensemble d’instruments (mission de type orbiteur) ou un atterrisseur protégé par un bouclier thermique de 3,2 mètres de diamètre. L’ensemble a une hauteur de 4,1 mètres. Le contrôle d’attitude comprend 3 modes : la sonde spatiale peut être stabilisée 3 axes (l’orientation dans l’espace est fixe), la surface des panneaux solaires peut être maintenue perpendiculaire à la direction du Soleil sans qu’aucun contrôle ne soit exercé dans les autres axes ou la sonde spatiale peut être mise en rotation lente (un tour toutes les 11,4 minutes) tout en maintenant les panneaux solaires perpendiculaires à la direction du Soleil. L’ensemble a une masse qui peut atteindre 4,5 tonnes et que seul le lanceur lourd Proton peut placer en orbite.
Trois sondes spatiales sont préparées pour la fenêtre de lancement qui doit s'ouvrir en 1971. Un engin devant se placer en orbite autour de Mars et emportant de nombreux instruments scientifiques (modèle M-71S pour Spoutnik) et deux engins combinant un orbiteur et un atterrisseur chargé de se poser en douceur à la surface de Mars (modèle M-71P pour Pasadka)) :
- La version M-71S a une masse au lancement de 4,55 tonnes dont 2,4 tonnes d'ergols pour l'insertion en orbite autour de Mars. La charge utile comprend un magnétomètre, trois photomètres (visible, infrarouge et ultraviolet), deux radiomètres dont un dans l'infrarouge, un spectromètre, un spectromètre à particules ionisées, un capteur de rayons cosmiques et un ensemble composé de deux caméras. Ces dernières, équipées de filtres couleur, peuvent fournir des images de la surface de Mars avec une résolution spatiale de 10 à 100 mètres lorsque l'orbiteur se trouve à son périgée.
- La version M-71P a une masse au lancement légèrement supérieure (4,65 tonnes) dont 1,21 tonne pour l'engin chargé d'atterrir sur Mars. L'orbiteur emporte malgré cette surcharge notable un ensemble complet d'instruments. Ceux-ci comprennent deux caméras, un radiomètre infrarouge pour mesurer la température du sol, deux photomètres ultraviolet pour étudier l'atmosphère, un photomètre infrarouge, un instrument destiné à détecter l'hydrogène dans l'atmosphère, un photomètre comportant 6 canaux dans le spectre visible, un instrument combinant radiomètre et radar pour étudier les caractéristiques de l'atmosphère et du sol jusqu'à une profondeur de 50 mètres, un spectromètre infrarouge pour mesurer le relief, des capteurs à plasma et à rayons cosmiques et un magnétomètre dont les capteurs sont placés à l'extrémité d'une perche située sous les panneaux solaires.

Les deux modèles emportent pour la première fois dans l'histoire de l'exploration du système solaire un instrument n'étant développé par aucune des deux puissances spatiales dominantes de l'époque c'est-à-dire l'Union soviétique et les États-Unis. En effet, STEREO-1, une expérience de radio-astronomie, a été développée par les laboratoires français dans le cadre de l'accord de coopération spatiale franco-soviétique signé en 1969. Celui-ci avait déjà débouché sur la fourniture d'un rétroréflecteur laser embarqué sur le rover Lunokhod 1 lancé en novembre 1970. L'expérience STEREO-1 devait participer à une tentative de localisation par triangulation de la source des sursauts gamma un phénomène découvert récemment mais dont l'origine restait jusque-là mystérieuse. La paranoïa des responsables soviétiques avait imposé un développement sans disposer d'informations sur les interfaces prévues sur la sonde spatiale soviétique ni sur quel engin serait embarqué leur instrument. Celui-ci sera installé sur le modèle M-71S et un des deux M-71P.

### Cosmos 419

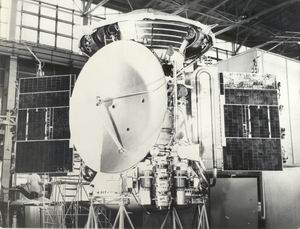
Cosmos 419.

- Mission : mise en orbite autour de Mars
- Objectifs scientifiques :
- Statut de la mission : échec
- État de la sonde : détruite

Cosmos 419 ou Mars 1971C est lancée le 10 mai 1971. Elle comporte seulement un orbiteur et était destinée à devenir le premier engin spatial à entrer en orbite autour de Mars, avant les sondes américaines Mariner 8 et 9.

### Mars 2
- Mission : mise en orbite autour de Mars et atterrissage.
- Objectifs scientifiques : mesure du champ magnétique interplanétaire et des radiations en provenance du Soleil et de la Galaxie, étude de la composition atmosphérique et du relief martien, spécification du climat martien et recherche de matière organique et de vie.
- Statut de la mission :
  - orbiteur : succès ;
  - atterrisseur : échec.
- État de la sonde : abandonnée. Satellite d'observation en orbite autour de Mars et module d'atterrissage détruit.

Mars 2 est lancée avec succès le 19 mai 1971. Le 27 novembre 1971, l'atterrisseur se sépare de la sonde et pénètre dans l'atmosphère martienne avec un angle d'incidence trop important causant sa perte. Le même jour, l'orbiteur atteint son orbite de travail et poursuivit ses objectifs jusqu'au 22 août 1972, date d'abandon de la mission.
Au cours de ses 362 orbites, la sonde révéla la présence de montagnes hautes de plus de 22 kilomètres. Elle détecta la présence d'hydrogène et d'oxygène dans la haute atmosphère et une concentration en vapeur d'eau 5000 fois plus faible que dans l'atmosphère terrestre. Elle observa également de fines poussières soulevées à plus de 7 kilomètres d'altitude par des tempêtes. Elle mesura des températures de surface variant de −110 °C à +13 °C et une pression de 5,5 à 6 millibars. Enfin, elle retourna des informations sur la gravité et le champ magnétique martien.

### Mars 3

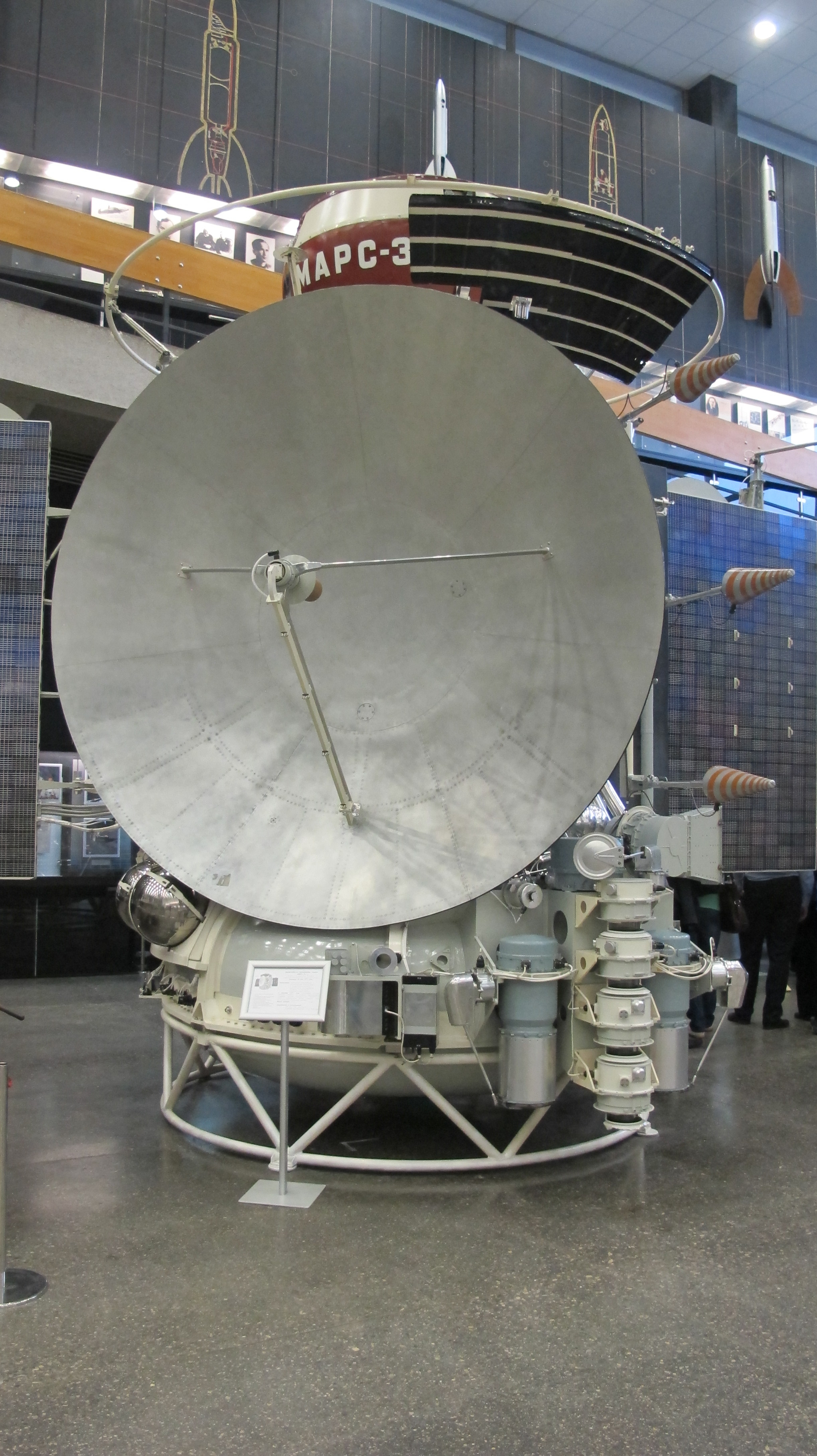
Mars 3.

- Mission : mise en orbite autour de Mars et atterrissage.
- Objectifs scientifiques : mesure du champ magnétique interplanétaire et des radiations en provenance du Soleil et de la Galaxie, étude de la composition atmosphérique et du relief martien, spécification du climat martien et recherche de matière organique et de vie.
- Statut de la mission :
  - orbiteur : succès ;
  - atterrisseur : succès partiel.
- État de la sonde : abandonnée. Satellite d'observation en orbite autour de Mars et défaillance du module d'atterrissage.

Mars 3 est lancée le 28 mai 1971 et arrive sur Mars le 2 décembre 1971. Immédiatement, le module d'atterrissage est libéré et réussit à se poser à la surface de Mars, devenant ainsi le premier engin spatial à réussir un atterrissage. Malheureusement, le module soviétique est pris dans une tempête de sable, l'empêchant de communiquer avec l'orbiteur et causant finalement sa destruction. Une seule image, de très faible qualité, aura le temps de parvenir jusqu'à la Terre. Le satellite d'observation poursuit donc seul la mission, réalisant 20 orbites et améliorant ainsi notre connaissance de la « planète rouge ». La mission est arrêtée comme pour Mars 2 le 22 août 1972.

## Les missions de 1973
La fenêtre de lancement de 1973 ne permettait pas au lanceur Proton d'envoyer vers la planète Mars des masses aussi importantes que celles de 1971. L'Union soviétique a été obligée de revoir la configuration de ses sondes. L'idée était alors d'envoyer séparément le satellite d'observation du module d'atterrissage. Ainsi, Mars 4 et Mars 5 étaient des orbiteurs, alors que Mars 6 et Mars 7 embarquaient l'atterrisseur, mais sans le combustible nécessaire à la mise en orbite. Pour permettre la transmission des données collectées par les atterrisseurs vers la Terre, Mars 4 et Mars 5 devaient servir de relais radio. L'objectif politique des quatre sondes était de battre les Américains qui prévoyaient le lancement de leur programme Viking en 1975. Mais aucune de ces sondes soviétiques ne parvint à remplir pleinement sa mission, laissant la voie libre aux sondes américaines.

### Mars 3MS

#### Mars 4

La sonde Mars 4.

- Mission : mise en orbite autour de Mars
- Objectifs scientifiques : étude de la composition et de la structure de la surface de Mars et de son atmosphère tout en servant de relais de transmission aux atterrisseurs
- Statut de la mission : échec
- État de la sonde : piégée en orbite héliocentrique

Mars 4 est lancée le 21 juillet 1973. Si le voyage jusqu'à Mars se déroule comme prévu, la mise en orbite est un échec. Le 10 février 1974, les rétrofusées chargées de freiner la sonde pour qu'elle puisse être capturée par le champ gravitationnel martien ne s'allument pas. Mars 4 survole donc la « planète rouge » à une altitude d'environ 2 200 kilomètres sans pouvoir s'arrêter. La sonde réussit néanmoins à prendre quelques photos et détecte pour la première fois l'ionosphère martienne.

#### Mars 5
- Mission : mise en orbite autour de Mars
- Objectifs scientifiques : étude de la composition et de la structure de la surface de Mars et de son atmosphère tout en servant de relais de transmission aux atterrisseurs
- Statut de la mission : succès partiel. Communications perdues au bout de 9 jours
- État de la sonde : abandonnée, en orbite martienne

Mars 5 est lancée le 25 juillet 1973 et parvient à se placer en orbite le 12 février 1974. Mais à la 22e orbite, une dépressurisation du boitier contenant l'émetteur radio met fin à la mission. Les données collectées par la sonde spatiale ont permis de révéler la présence d'une couche d'ozone à 40 kilomètres d'altitude dont la concentration est 1 000 fois plus faible que celle rencontrée sur Terre et d'une forte concentration de vapeur d'eau au sud de la région de Tharsis. Mars 5 a également révélé la présence d'un champ magnétique dont l'intensité est 3000 fois plus faible que celui de la Terre.

### Mars 3MP

#### Mars 6
- Mission : atterrissage sur Mars
- Objectifs scientifiques : étude in situ de la composition du sol et de l'atmosphère martienne
- Statut de la mission : succès partiel. Communications perdues juste avant l'atterrissage
- État de la sonde : abandonnée sur Mars

Mars 6 est lancée le 5 août 1973. Le 12 mars 1974, à une distance de 48 000 kilomètres de Mars, la sonde spatiale libère son module d'atterrissage. Malheureusement, moins de trois minutes après l'ouverture des parachutes et au moment même où les rétrofusées doivent être mises en marche, le contact avec la sonde est définitivement perdu.
Durant la descente, Mars 6 a pu néanmoins transmettre quelques informations sur la structure verticale de l'atmosphère martienne et a révélé à plusieurs reprises une concentration en vapeur d'eau plus importante que celle communément admise.

#### Mars 7
- Mission : atterrissage sur Mars
- Objectifs scientifiques : étude in situ de la composition du sol et de l'atmosphère martienne
- Statut de la mission : échec
- État de la sonde : piégée en orbite héliocentrique

Mars 7 est lancée le 9 août 1973. La sonde arrive à proximité de Mars le 9 mars 1974, mais le module d'atterrissage est libéré quatre heures trop tôt et passe à côté de la « planète rouge », à une distance d'environ 1 300 kilomètres, sans jamais pouvoir l'atteindre.

## Projets de mission de retour d'échantillon

### Première étude (1970): Mars 4NM et 5NM
Au début des années 1970 le responsable du bureau d'études Lavotchkine, Gueorgui Babakine, avait demandé à ses ingénieurs d'étudier l'adaptation de l'engin développé pour ramener des échantillons du sol lunaire (sonde spatiale de type Ye-8) à une mission de retour d'échantillon martien. L'étude de ce projet baptisé 5NM est finalisé fin 1970. Le résultat est un engin de 20 tonnes lancé par la fusée géante lunaire N-1 développée à l'époque par le bureau d'études de Serguei Korolev dans le but de déposer un équipage sur le sol lunaire. La sonde spatiale  développée dans le cadre de la mission baptisée 5NM comprenait deux sous-ensembles :
- Un atterrisseur de 16 tonnes  disposant d'un bouclier thermique de 5,4 mètres de diamètre complété par 30 "pétales" déployés immédiatement avant la rentrée atmosphérique et permettant de porter le diamètre à 11 mètres et ainsi accroitre les forces de trainée chargées de réduire la vitesse de l'engin. La dernière phase de la descente s'effectuait sans parachutes et était confiée à un système de propulsion composé de moteurs-fusées dotés d'une poussée modulable et chargés de poser en douceur l'engin spatial.
- Un engin de 3,6 tonnes solidaire de l'atterrisseur jusqu'à l'arrivée près de Mars qui devait effectuer un simple survol en relayant les données collectées par l'atterrisseur vers la Terre. Il combinait le réservoir sphérique des engins martiens M-69 et le réservoir torique des missions M-71[30].

Le séjour sur le sol martien ne devait pas durer plus de 3 jours. Après avoir prélevé un échantillon de 200 grammes et stocké celui-ci dans  une capsule, celle-ci était placée en orbite martienne par une fusée à deux étages. Lorsque la fenêtre de lancement vers la Terre se rouvrait, une sonde spatiale d'environ 750 kilogrammes était chargée d’accélérer la capsule d'échantillon pour la ramener sur Terre. À l'approche de celle-ci, la capsule était larguée et effectuait un atterrissage en douceur sur le sol soviétique. Pour tester certains composants, il était prévu de lancer auparavant une mission pilote plus simple, baptisée 4NM, chargée d'amener sur le sol martien un  rover (Marsokhod).  Le projet de retour d'échantillon fut arrêté par la suite en partie par manque de confiance dans la fiabilité d'équipements qui devaient, selon le scénario envisagé, fonctionner durant 3 ans et en partie parce qu'on ne trouva pas le moyen d'éviter la contamination de l'échantillon par la Terre et d'empêcher la contamination de la Terre par l'échantillon martien au cas où la capsule serait endommagée lors de son atterrissage. 

### Refonte du projet après 1974: Mars 5M
À la suite de l'échec des 4 missions martiennes de 1973, les responsables soviétiques décident de réactiver le projet de retour d'échantillon de sol martien étudié au début des années 1970. Mais la fusée lunaire géante N-1, dont tous les lancements ont échoué, a été abandonnée à cette date et les concepteurs de la mission doivent se rabattre sur la fusée Proton beaucoup moins puissante. Pour lancer la sonde spatiale dont la masse est pourtant réduite à 8,5 tonnes, celle-ci est scindée en deux sous-ensembles lancés séparément et qui sont assemblés sur une orbite de parking basse terrestre. Comme dans le scénario précédent, la sonde spatiale comprend un atterrisseur et un engin effectuant un simple survol. L'atterrisseur se pose sur le sol après avoir suivi une trajectoire complexe utilisant sa portance dans l'atmosphère martienne pour se ralentir suffisamment (aérofreinage). Comme dans le scénario précédent, l'atterrisseur n'a pas recours aux parachutes mais utilise une rétrofusée à deux étages pour se poser en douceur sur le sol martien. L'étage chargé de remonter la capsule d'échantillon a une masse de 2 tonnes. Il s'amarre à une deuxième sonde spatiale lancée également par une fusée Proton dont le rôle est de ramener sur Terre la capsule contenant l'échantillon de sol martien. Pour limiter les risques de contamination de la Terre, la mission a rendez-vous avec une capsule Soyouz dont l'équipage est chargé de récupérer l'échantillon. Comme dans le projet du début des années 1970, une mission pilote plus simple devait placer un rover sur le sol martien. Durant les quatre années suivantes, la société VNIITransmash étudie plusieurs variantes de rover : avec quatre roues à suspension indépendante, sur skis, proches des Lunokhods, avec 6 roues et un bogie articulé. 
Le projet largement refondu reçoit le feu vert des responsables en janvier 1976. Les ingénieurs réintègrent notamment l'idée du bouclier thermique déployable du scénario précédent qui doit étendre à 11,35 mètres son envergure lors de la rentrée atmosphérique. La sonde spatiale a désormais une masse de 9,135 tonnes dont 1,68 tonne pour l'orbiteur et 7,455 tonnes pour l'atterrisseur y compris l'étage de remontée et la capsule contenant les échantillons de sol martien. Une foreuse doit prélever un échantillon du sol à 3 mètres de profondeur. En 1977, alors que la fabrication des premiers composants a été lancée, le gouvernement soviétique ordonne une analyse de fiabilité de plusieurs projets spatiaux à la suite des défaillances ayant touché le système d'amarrage automatique Igla. La mission de retour d'échantillon est largement concernée puisqu'elle repose sur un amarrage automatique avant le départ vers Mars et sur un deuxième amarrage cette fois sur une orbite martienne avant le retour vers la Terre. Les responsables de l'étude estiment que la probabilité de réussite de la mission de retour d'échantillon est extrêmement basse et celle-ci est annulée. 
Les responsables soviétiques, à la lumière des échecs des missions soviétiques et des succès américains, revoient entièrement leur stratégie d'exploration du système solaire. Désormais ils se concentreront sur l'étude de la planète Vénus que la NASA néglige et abandonnent Mars car ils estiment ne pas disposer à cette date des technologies nécessaires pour concurrencer les missions américaines.

## Historique des missions
| Mission                           | Date de lancement | Objectif                             | Modèle de sonde spatiale | Lanceur  | Fin de mission                                                                        | Identifiant COSPAR | Résultats                                                       |
| --------------------------------- | ----------------- | ------------------------------------ | ------------------------ | -------- | ------------------------------------------------------------------------------------- | ------------------ | --------------------------------------------------------------- |
| Marsnik 1 / Mars 1960A            | 10 octobre 1960   | Survol                               | 1M                       | Molnia   | Échec : mauvais fonctionnement du troisième étage du lanceur.                         |                    |                                                                 |
| Marsnik 2 / Mars 1960B            | 14 octobre 1960   | Survol                               | 1M                       | Molnia   | Échec : le troisième étage du lanceur ne s'allume pas                                 |                    |                                                                 |
| Spoutnik 22 / Mars 1962A          | 24 octobre 1962   | Survol                               | 2MV                      | Molnia   | Échec : désintégration du quatrième étage du lanceur.                                 |                    |                                                                 |
| Mars 1 / Spoutnik 23 / Mars 1962A | 1er novembre 1962 | Survol                               | 2MV                      | Molnia   | Contact perdu le 21 mars 1963 en cours de son transit vers Mars                       |                    | Passe à environ 193 000 km de Mars                              |
| Spoutnik 24 / Mars 1962B          | 4 novembre 1962   | Survol                               | 2MV                      | Molnia   | Échec : désintégration du quatrième étage du lanceur.                                 |                    |                                                                 |
| Cosmos 21                         | 11 novembre 1963  | Survol                               | 3MV                      | Molnia   | Échec : le quatrième étage du lanceur ne s'allume pas.                                |                    |                                                                 |
| Zond 2                            | 30 novembre 1964  | Survol                               | 3MV                      | Molnia   | Contact perdu le 5 mai 1965 en cours de son transit vers Mars                         |                    |                                                                 |
| Zond 3                            | 18 juillet 1965   | Survol                               | 3MV                      | Molnia   | Contact perdu vers mars 1966 en cours de son transit vers Mars                        |                    | Effectue des photos de la face cachée de la Lune                |
| Mars 1969A                        | 27 mars 1969      | Orbiteur                             | M69                      | Proton   | Explosion du troisième étage du lanceur                                               |                    |                                                                 |
| Mars 1969B                        | 2 avril 1969      | Orbiteur                             | M69                      | Proton   | Explosion du premier étage du lanceur                                                 |                    |                                                                 |
| Cosmos 419                        | 10 mai 1971       | Orbiteur                             | M71                      | Proton   | Le quatrième étage du lanceur ne s'allume pas                                         |                    |                                                                 |
| Mars 2                            | novembre 1971     | Orbiteur et atterrisseur             | M71                      | Proton   | L'atterrisseur s'écrase à la surface                                                  |                    | L'orbiteur fonctionne du 27 novembre 1971 jusqu'au 22 aout 1972 |
| Mars 3                            | 2 décembre 1971   | Orbiteur et atterrisseur             | M71                      | Proton   | L'atterrisseur n'atteint pas la surface                                               |                    | L'orbiteur fonctionne du 2 décembre 1971 jusqu'au 22 aout 1972  |
| Mars 4                            | 21 juillet 1973   | Orbiteur                             | M-73                     | Proton-K | Insertion en orbite ratée le 10 février 1974, simple survol                           |                    |                                                                 |
| Mars 5                            | février 1974      | Orbiteur                             | M-73                     | Proton-K | Insertion en orbite martienne réussie mais durée de vie brève (16 jours)              |                    | L'orbiteur fonctionne du 12 au 18 février 1974                  |
| Mars 6                            | 12 mars 1974      | Survol et atterrisseur               | M-73                     | Proton-K | Atterrisseur perdu à l'arrivée sur le sol martien                                     |                    |                                                                 |
| Mars 7                            | 9 mars 1974       | Survol et atterrisseur               | M-73                     | Proton-K | Ne parvient pas à s'insérer en orbite autour de Mars le 9 mars 1974                   |                    |                                                                 |
| Phobos 1                          | 7 juillet 1988    | Orbiteur et atterrisseur lune Phobos | Phobos                   | Proton-K | Perdu le 2 septembre 1988 durant la transit vers Mars à la suite d'une erreur humaine |                    |                                                                 |
| Phobos 2                          | 12 juillet 1988   | Orbiteur et atterrisseur lune Phobos | Phobos                   | Proton-K | Perdu en orbite martienne avant la descente sur le sol de Phobos                      |                    | L'orbiteur fonctionne du 29 janvier au 27 mars 1989             |
| Mars-96                           | 16 novembre 1996  | Orbiteur et atterrisseur             |                          | Proton-K | Échec : mauvais fonctionnement du quatrième étage du lanceur                          |                    |                                                                 |